# Tricholabus pax
Tricholabus pax är en stekelart som först beskrevs av Dalla Torre 1902.  Tricholabus pax ingår i släktet Tricholabus och familjen brokparasitsteklar. Inga underarter finns listade i Catalogue of Life.